# Route 62 (Alberta)
Pour les articles homonymes, voir Route 62.
La route 62 est une route de 52 km (32 mi) dans le sud de l'Alberta. Elle est le prolongement de la S-213 et relie la frontière canado-américaine près de Del Bonita à la route 5 à Magrath,.

## Intersections majeures
| Municipalité rurale / spécialisée | Ville                       | km    | Destinations                               | Notes                      |
| --------------------------------- | --------------------------- | ----- | ------------------------------------------ | -------------------------- |
| Comté de Cardston                 |                             | 0,00  | MT-213 sud – Cut Bank                      | Continue au Montana        |
| Comté de Cardston                 | Frontière canado-américaine | 0,00  |                                            |                            |
| Comté de Cardston                 | Del Bonita                  | 3,30  | AB-501 – Cardston, Milk River              |                            |
| Comté de Cardston                 |                             | 45,50 | AB-506 est                                 | Terminus ouest de l'AB-506 |
| Comté de Cardston                 | Magrath                     | 51,80 | AB-5 – Cardston, Waterton Park, Lethbridge |                            |
| - Transition de route             |                             |       |                                            |                            |